# はむらん

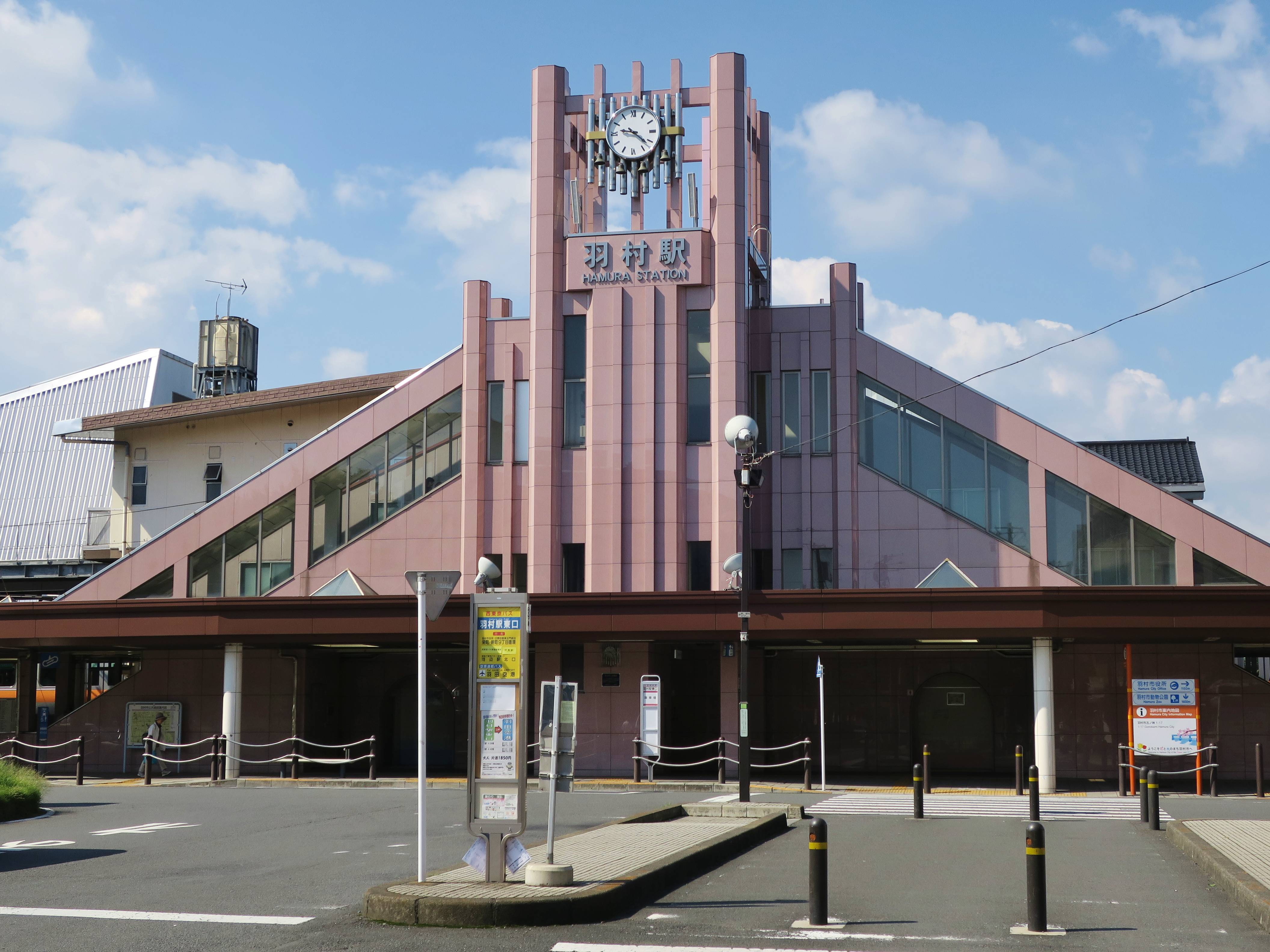
羽村駅東口

はむらん（英: Hamurun）は、東京都羽村市が運行するコミュニティバス。
2005年（平成17年）5月に運行開始され、いずれも循環路線である「羽村東コース」「羽村西コース」「羽村中央コース」「小作コース」の4路線が運行される。全ての路線を西東京バス青梅支所が運行受託している。

## 概要

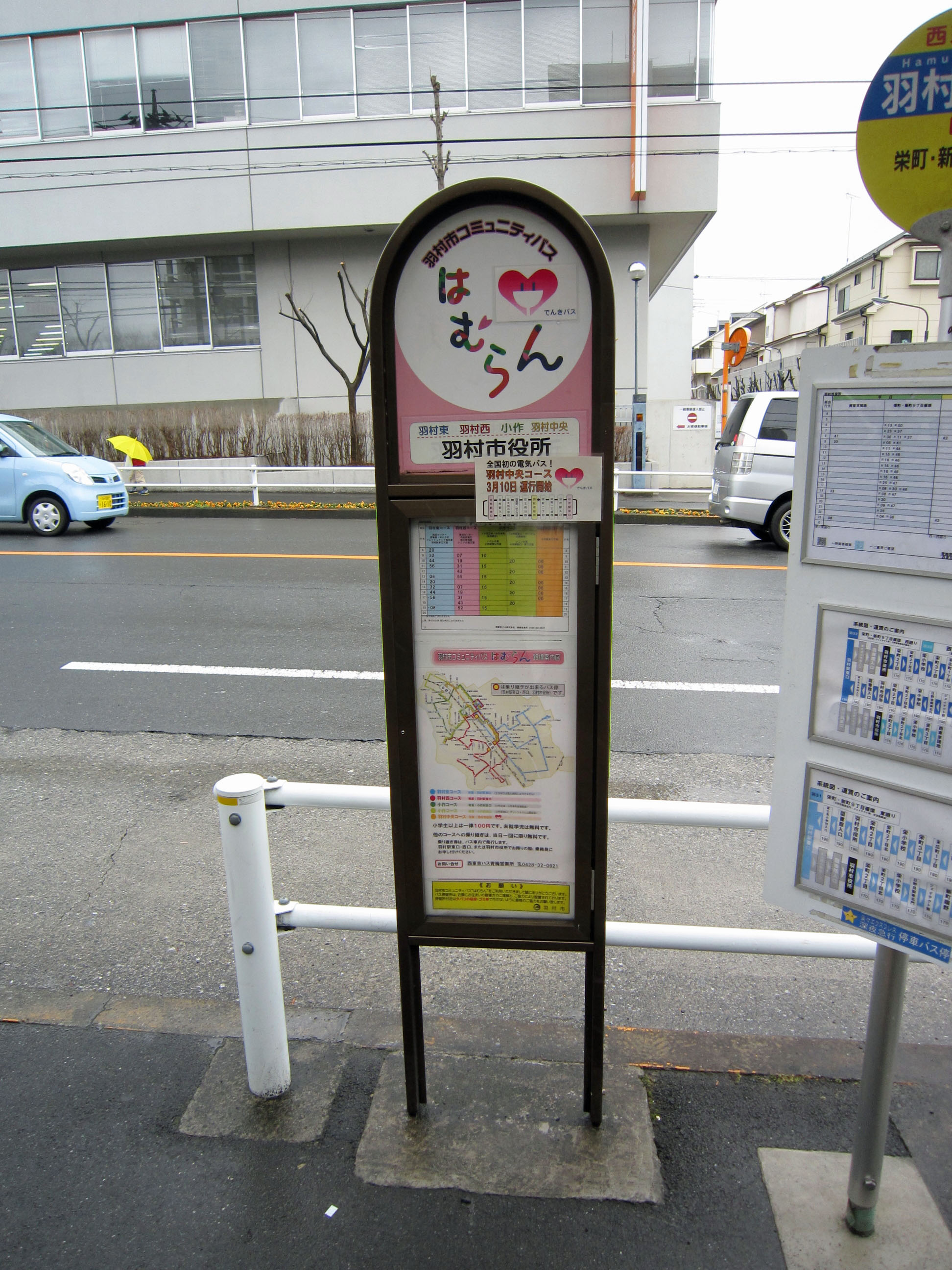
「はむらん」専用停留所ポール (羽村市役所)

羽村市内はJR青梅線羽村駅と小作駅が存在するが、両駅と羽村市役所をそれぞれ起終点として、市内の交通不便地域と公共施設・病院などを結ぶコミュニティバスを2005年（平成17年）5月に開業した。路線の愛称である「はむらん」は市民の公募により決定され、「羽村市（はむらし）」と「run（らん=走る）」を合わせて命名された。
運行開始時は、西東京バスが分離子会社である「多摩バス青梅営業所」（西東京バス青梅営業所に併設）へ運行を委託していたが、2008年（平成20年）9月1日より多摩バスの全路線が西東京バスへ再移管されたのに伴い、「はむらん」の運行も西東京バス青梅営業所へ移管された。
運賃は全区間一律で100円だが東京都シルバーパスおよび西東京バスの定期券は利用できない。羽村駅東口・西口と小作駅東口・西口、羽村市役所で他のコースへ当日1回に限り無料での乗り継ぎが可能だが、その際は降車時に乗務員へ乗り継ぐ旨を伝えて車内で発行される乗継券を受け取る必要がある。「はむらん」専用の回数券は車内または西東京バス青梅支所で購入できる。

## 沿革
- 2005年（平成17年）

5月 - 「はむらん」運行開始。専用車両（初代日野・ポンチョ）を4台導入。
- 2010年（平成22年）

10月1日 - ダイヤおよびコース改正を実施。初代車両の代替として新型車両を4台導入し、「小作西コース」を「小作コース」へ改称する。
- 2012年（平成24年）

3月10日 - 「羽村中央コース」が開業、当コースの専用車として電気バスを1両導入。
- 2016年（平成28年）

7月1日 - 全コースでPASMO・Suicaを導入、バス利用特典サービスの対象となる。
- 2021年（令和3年）

3月8日 - 羽村中央コース専用の電気バスの老朽化により、同日よりディーゼル車での代走となる。
3月12日 - この日をもって西東京バスのバス特典利用サービスが終了。

## 現行路線

### 羽村東コース
- 羽村駅東口 → 羽村市役所 → さくらモール → 富士見公園 → 羽村団地北 → 動物公園前 → フレッシュランド西多摩 → 羽村駅東口 → あさひ公園 → 双葉町公園 → 福生病院 → 羽村駅東口
- 羽村駅東口 → 羽村市役所 → さくらモール → 富士見公園 → 羽村団地北 → 動物公園前 → フレッシュランド西多摩 → 羽村駅東口 → あさひ公園 → 双葉町公園 → 羽村駅東口
- 羽村駅東口 → 羽村市役所 → さくらモール

羽村駅から東部に位置する、羽村街道および産業道路に囲まれた地域を循環運行する路線で、羽村団地・双葉町付近は他のコースと重複していない独自区間となっている。フレッシュランド西多摩では立川バス福生営業所が運行を受託している「瑞穂町コミュニティバス」と同一停留所に停車するが、運行時間は乗り継ぎを考慮しておらず、乗り継ぎの取り扱いも行われていない。福生病院経由便は平日の羽村駅東口8:15発から17:43発のみ運行され、平日のそれ以降の便および土曜・休日の全便は福生病院を経由しない。また、羽村駅東口19:30発の最終便はさくらモール終着となる。

### 羽村西コース
- 羽村駅東口 → 神明神社 → 川崎公園 → 羽村大橋西 → 郷土博物館 → 羽村駅西口 → 玉川神社 → いこいの里 → スポーツセンター → 羽村市役所 → 富士見公園 → 羽村駅東口

羽村駅の西側一帯を時計回りに循環運行する路線で、1日11便が運行される。羽村駅の東口と西口を両方経由する唯一のコースで、羽村大橋西 - 郷土博物館間および玉川神社 - いこいの里間は同一経路を往復する。

### 羽村中央コース
| 羽村中央コース開業と同時に導入された電気バス「はむらん」 (B21251) |  | 羽村中央コース開業と同時に導入された電気バス「はむらん」 (B21251) |
| 羽村中央コース開業と同時に導入された電気バス「はむらん」 (B21251) |  |                                                                   |

- 小作駅東口 → 羽村市役所 → 富士見公園 → 羽村駅東口 → 福生病院 → 羽村駅東口 → 富士見公園 → 羽村市役所 → さくらモール → 栄町二丁目 → 小作駅東口
- 小作駅東口 → 羽村市役所 → 富士見公園 → 羽村駅東口 → 富士見公園 → 羽村市役所 → さくらモール → 栄町二丁目 → 小作駅東口

2012年（平成24年）3月10日に運行開始したコースで、1日7便が運行されるが小作駅東口17:27発の最終便のみ福生病院を経由しない。羽村市と、市内に羽村工場を有する日野自動車との共同事業として「電気バス」が導入されたが、2021年（令和3年）3月に老朽化のためディーゼル車による代走が続いている。

### 小作コース
- 小作駅西口 → 小作坂上 → さくらモール → 羽村市役所 → 富士見公園 → 羽村駅東口 → 羽村市役所 → スポーツセンター → いこいの里 → 西小学校 → 小作本町会館 → 小作坂上 → 小作駅西口
- 小作駅西口 → 小作坂上 → さくらモール → 羽村市役所
- 小作駅西口 → 小作駅東口 → さくらモール → 羽村市役所 → 富士見公園 → 羽村駅東口 → 羽村市役所 → スポーツセンター → いこいの里 → グリーントリム公園 → 小作坂上 → 小作駅西口

2010年（平成22年）10月1日のダイヤ改正および経路変更によって小作本町会館経由が「小作西コース外回り」から、グリーントリム公園経由が「小作西コース内回り」からそれぞれ改称された。小作坂上（往路）経由と小作駅東口経由は交互に運行されるが、小作坂上（復路）は小作本町会館経由便とグリーントリム経由便が両方とも経由する。1日11便が運行され、最終便は小作坂上経由で羽村市役所までの運行となる。

## 車両
| 運行開始時に導入された初代車両 (B202) |  | 初代車両の後部 (B202) |
| 運行開始時に導入された初代車両 (B202) |  | 初代車両の後部 (B202) |

2005年（平成17年）の運行開始時に、専用車両として日野・ポンチョ（初代）を4両（TB201～204）導入した。車体デザインは羽村市の花「桜」と市のシンボルである玉川上水の水をイメージしたものである。車両の後部には車椅子乗降用の専用ドアが設置された。なお、西東京バスで同型車を導入したのは「はむらん」の他には八王子市コミュニティバス「はちバス」（楢原営業所担当）のみで、両路線で4両ずつの合計8両が導入されたが、「はむらん」より一足早い2003年（平成15年）から翌年にかけて導入された「はちバス」用車両（A201～204）とは社番の数字部分が同一となっていた。2008年（平成20年）9月1日に西東京バス青梅営業所へ移管後は、社番の営業所を示すアルファベットが多摩バス青梅営業所を示す「TB」から西東京バス青梅営業所を示す「B」へ変更された。
2010年（平成22年）には初代車両の代替として、2代目の日野・ポンチョが4両（B21062・21063・21067・21068）導入された。

### 電気バス「はむらん」

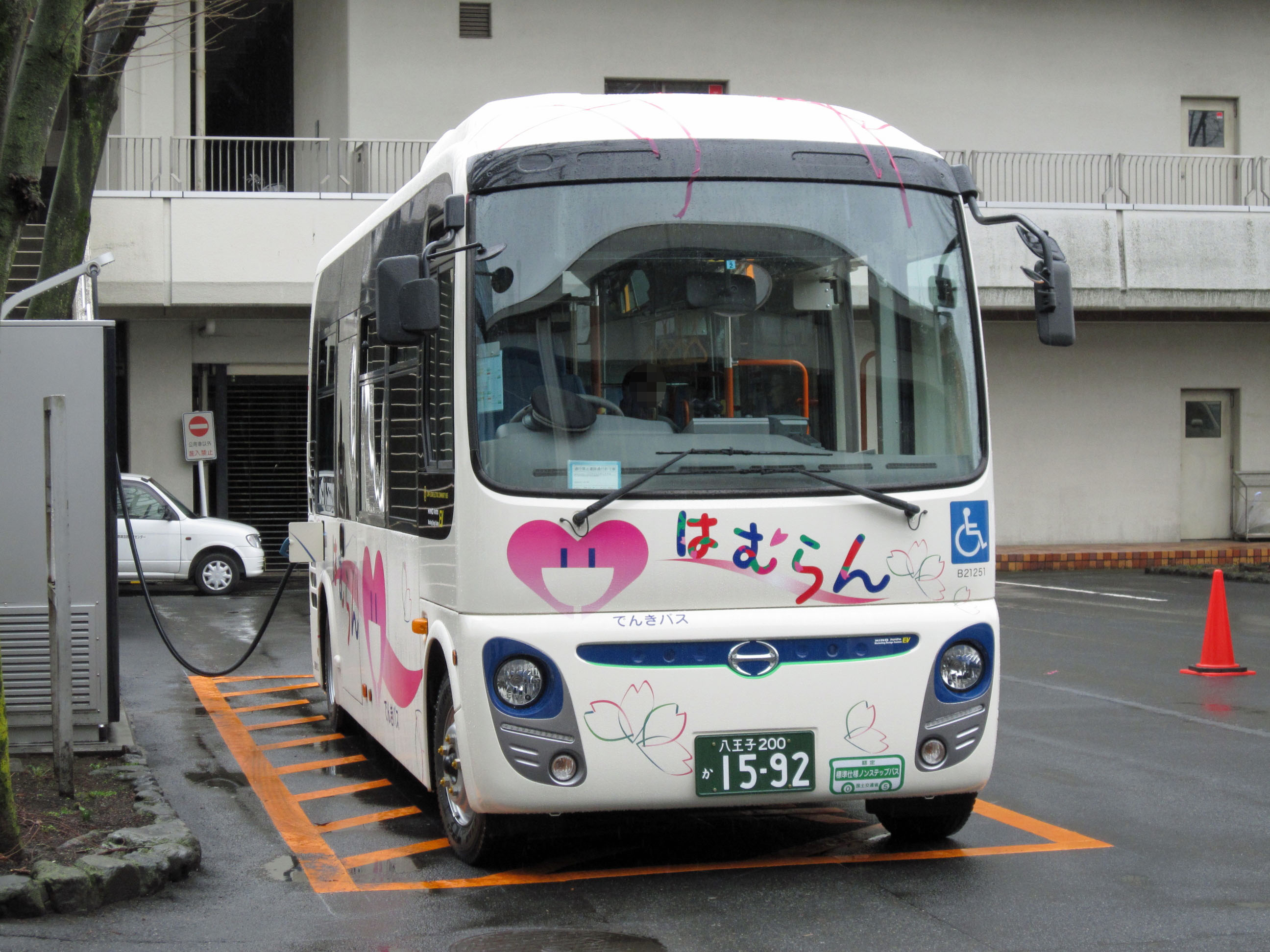
羽村市役所で充電中の電気バス「はむらん」(B21251)

2012年（平成24年）3月10日に運行を開始した「羽村中央コース」は、市内に羽村工場がある日野自動車が開発した電気バス（B21251）が導入された。これは日本で初めて小型電気バスが路線バスの実用運行に用いられる路線となり、羽村中央コースの起終点とされた羽村市役所の敷地内に充電スタンドが設置され、電気バスはここで充電を行っていた。その後、電気バスはバッテリー製造（ＩＨＩ）メーカーの製造と保守撤退に伴い今後の運用が困難に成る為、2021年（令和3年）3月8日に運用を離脱し、以降の羽村中央コースは2010年（平成22年）に導入された現行のディーゼル車による代走となっている。同年3月3日の羽村市公式ホームページにおける告知では「当面の間」と記述されており、今後の電気バスの運行については未定である（市内に日野自動車の工場がある為同車の車両を検討）。
なお、同年に同型・同年式の電気バスを導入した墨田区内循環バス「すみりんちゃん」を運行受託する京成バスについても同年3月9日に電気バスの運行終了を発表したが、京成バスでは「車両メーカーからの申し出により」と理由を説明している。